# Прикордонні війська України
Прикордонні війська України (ПВУ) — військово-оперативне об'єднання Державної прикордонної служби України, що існувало у 1991—2003 роках. Головним завданням прикордонних військ було забезпечення недоторканності державного кордону України по всьому периметру держави протяжністю 8 215 км на суші, морі, річках, озерах та інших водоймах України, а також охорона виняткової (морської) економічної зони України.
Командувачем Прикордонними військами України був голова Держкомкордону. Керівний орган — Державний комітет у справах охорони Державного кордону України.

## Історія
Відповідно до Постанови Верховної Ради України від 24 серпня 1991 року «Про військові формування в Україні» (1431-12) перевести у відання України всі розташовані на території республіки військові частини прикордонних військ СРСР а саме Червонопрапорний Західний прикордонний округ КДБ та їх органи керування з озброєнням і матеріально-технічною базою.
4 листопада 1991 року Верховною Радою України ухвалено Закон «Про Прикордонні війська України» (1779-12).
Упродовж 1991 року, було пропущено крізь державний кордон 14,5 млн громадян і 1,87 млн одиниць транспортних засобів. Затримано 885 порушників кордону. Із загальної кількості затриманих — 533 іноземних громадян, 148 – нелегальні мігранти.
8 травня 1992 р. наказом Голови Держкомкордону № 042 у ПВУ створено регіональні структурні підрозділи — Північно-Західне, Південне та Південно-Східне управління (із грудня 1995 р. - напрями). Створено і виставлено на охорону кордону 10 загонів прикордонного контролю у складі 120 застав прикордонного контролю і 119 пунктів пропуску через кордон.
У 1992 році через державний кордон було пропущено 16,9 млн громадян і 3,6 млн одиниць транспортних засобів; затримано 1 563 порушники кордону, з яких 789 — нелегальні мігранти. Через загострення становища у прикордонних з Україною районах Республіки Молдова (де з березня 1992 року почались бойові дії між військовими формуваннями Республіки Молдова та самопроголошеної Придністровської Молдовської Республіки) Президент і Кабінет Міністрів України в березні 1992 року вказали Держкомкордону та іншим правоохоронним структурам на необхідність терміново організувати надійну охорону цієї ділянки державного кордону.
Напружена ситуація на пострадянському просторі призвела до необхідності встановлення прикордонного і митного контролю на державному кордоні з Республікою Білорусь, Республікою Молдова і Російською Федерацією, а з країнами колишнього СРСР, що безпосередньо не межували з Україною — під час здійснення повітряного сполучення.
1992 року укладено Угоду про пункти пропуску з Республікою Білорусь та Республікою Польща, у 1993 році — з Угорською Республікою, у 1995 році — з Російською Федерацією та Словацькою республікою, 1996 року — з Румунією (місцеві пункти пропуску), у 1997 — з Республікою Молдова. Укладаються Угоди про взаємні поїздки громадян.
1993 року, крізь державний кордон України було пропущено 83,9 млн громадян і 10,6 млн одиниць транспортних засобів; затримано 17 890 порушників кордону, з яких 9 086 — нелегальні мігранти.
Протягом 1998 року було започатковано процес делімітації сухопутної ділянки державного кордону між Україною і Російською Федерацією. Відбулося певне просування у завершенні делімітації українсько-молдовської ділянки державного кордону.
1999 року, прийнято рішення щодо поетапного введення додаткової кількості прикордонних застав, що дозволить скоротити ділянки їх відповідальності із 120 до 30-40 км. За цей період було введено понад 50 прикордонних застав. З цією метою для удосконалення управління підрозділами кордону створено понад 10 прикордонних комендатур.
Ураховуючи специфіку південного регіону України, складність завдань, які виконував Південний напрям військ, в Автономній Республіці Крим у 2000 році було утворено в мінімально оптимальній чисельності, регіональний орган керування — Кримський напрям, переважно за рахунок сил та засобів Південного напряму.
У 2000 році діяло всього 248 пунктів пропуску, з них: 135 — міжнародних, 87 — міждержавних, 26 — місцевих.

## Структура
Станом на 1992 рік:
- Державний комітет у справах охорони державного кордону України (м. Київ);
- Північно-Західне управління (м. Львів);
- Південно-Східне управління (м. Харків);
- Південне управління (м. Одеса);
- 5-та окрема бригада сторожових кораблів Прикордонних військ (в/ч 2382, м. Балаклава);
- 18-та окрема бригада сторожових кораблів Прикордонних військ (в/ч 9799, м. Одеса);
- Національна академія Прикордонних військ України імені Б. Хмельницького (м. Хмельницький);
- 1-й Оршанський навчальний прикордонний загін (сел. Оршанець);
- 6-та міжокружна школа сержантського складу (в/ч 2418, м. Великі Мости);
- Окружний військовий госпіталь (в/ч 2524, м. Одеса);
- Окружний військовий госпіталь (в/ч 2522, м. Львів).

## Командувачі
- генерал-лейтенант Губенко Валерій Олександрович (1991—1994 рр.)
- генерал-полковник Банних Віктор Іванович (1994—1999 рр.)
- генерал-полковник Олексієнко Борис Миколайович (1999—2001 рр.)
- генерал-лейтенант Литвин Микола Михайлович (2001—2003 рр.)

## Відзнаки Прикордонних військ України
- Медалі «За бездоганну службу» в ПВУ I, II, III ступенів та «Ветеран прикордонних військ України»
- Медаль «За мужність в охороні державного кордону України»
- Нагрудний знак «Почесний прикордонник України»

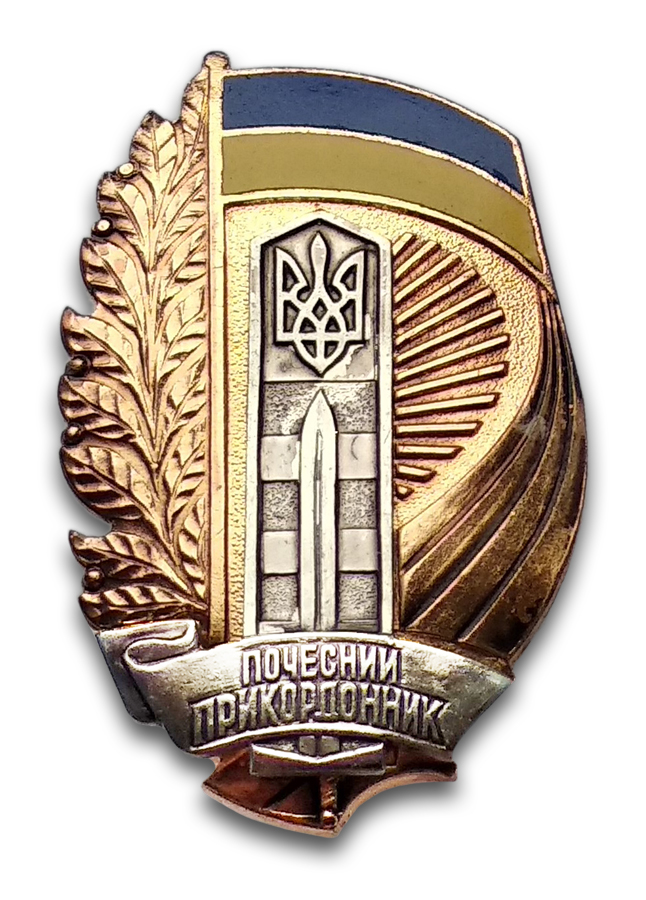
Почесний прикордонник України
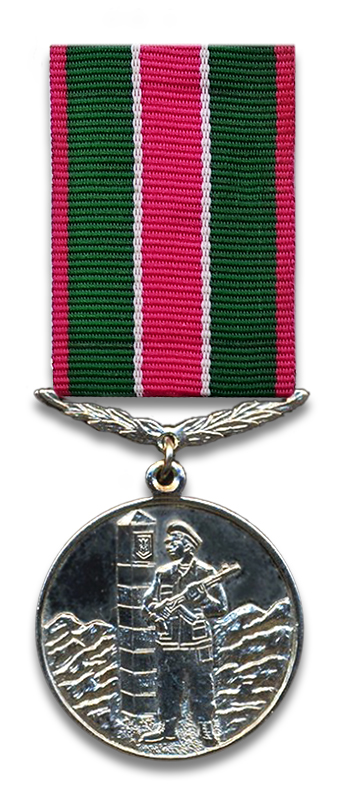
За мужність в охороні державного кордону України
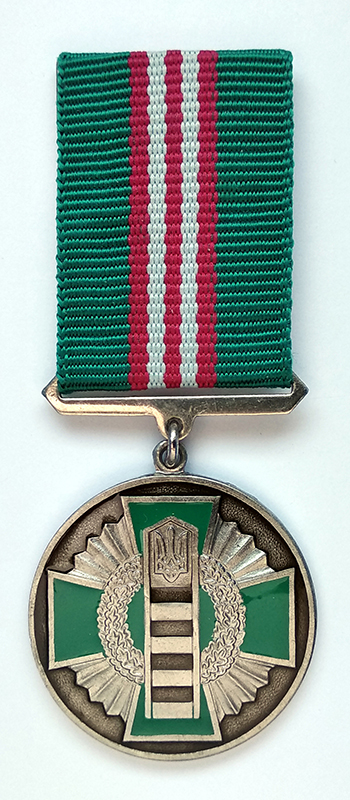
Ветеран ПВУ (25 років)
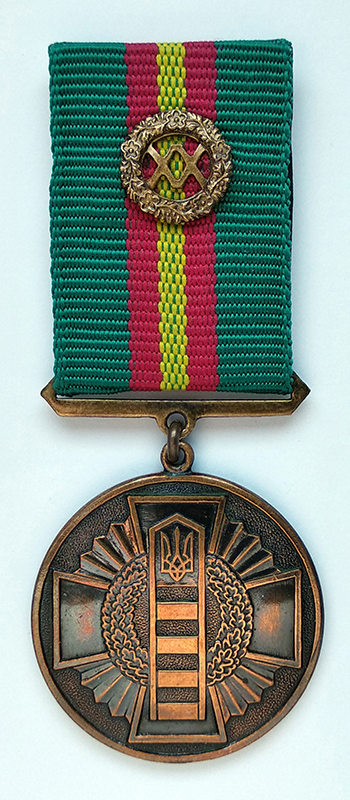
«За бездоганну службу» в ПВУ, I ступеня (20 років)
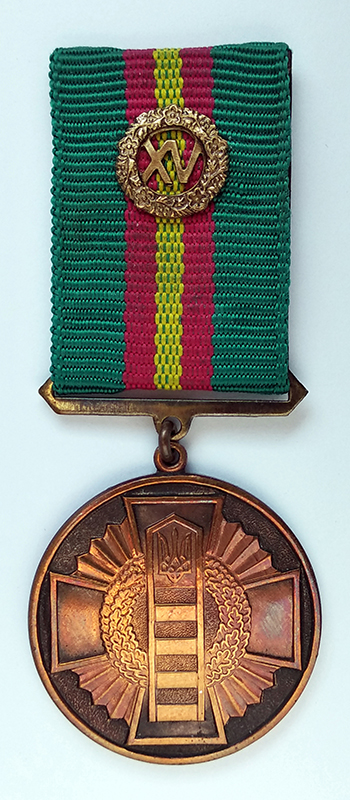
«За бездоганну службу» в ПВУ, II ступеня (15 років)
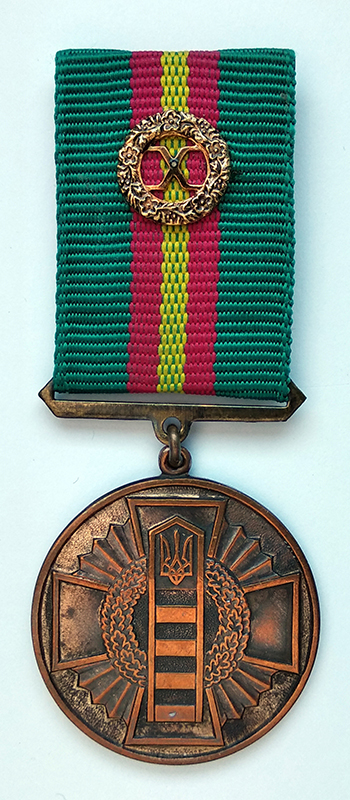
«За бездоганну службу» в ПВУ, III ступеня (10 років)